# Antonio Cisneros
Pour les articles homonymes, voir Cisneros.
Antonio Alfonso Cisneros Campoy, né à Lima le 27 décembre 1942 et mort le 6 octobre 2012, est un poète et écrivain péruvien.

## Biographie
Antonio Cisneros suit ses études à l'université nationale principale de San Marcos et à l'université pontificale catholique du Pérou à Lima entre 1960 et 1965. Il obtient un doctorat de lettres en 1974. Il a trois fils et cinq petits-enfants.
Il appartient à la « Génération de 60 (es) », ensemble d'artistes marquant la littérature péruvienne des années 1960. Il est considéré comme le plus connu des poètes péruvien de ce groupe[réf. nécessaire].
Il a enseigné dans de nombreuses universités péruviennes, mais aussi américaines et européennes. Il a animé des émissions radiophoniques et télévisées, et a écrit de nombreux articles dans les revues. Il est actuellement directeur du Centre culturel Inca Garcilaso, pour le compte du Ministère péruvien des Affaires étrangères.

## Style et notoriété
Les poèmes de Cisneros se caractérisent par de fréquentes références à son temps, tant concernant la littérature, la culture que le mode de vie, dont il se sert de base de réflexion. Il en tire un dans un style ironique des œuvres nombreuses et appréciées.
Ses poèmes sont traduits en quatorze langues, dont le chinois, le grec et le japonais.

## Œuvres

### Principales œuvres poétiques
- Destierro (1961)
- David (1962)
- Comentarios reales de Antonio Cisneros (1964) - prix national de poésie
- David, traduit en français par Emmanuel Hocquard et Raquel, 13 gouaches originales de Raquel, Orange Export Ltd. (1969)
- Canto ceremonial contra un oso hormiguero (1968) - prix Casa de las Américas ; traduit en français sous le titre Chant cérémonial contre un tamanoir (traduction Emmanuel Hocquard en collaboration avec Raquel), éditions Unes, 1989
- Agua que no has de beber (1971)
- Como higuera en una campo de golf (1972)
- El libro de Dios y de los húngaros (1978)
- Crónicas del Niño Jesús de Chilca (1981) - prix Rubén Darío
- Agua que no has de beber y otros cantos (1984)
- Monólogo de la casta Susana y otros poemas (1986)
- Por la noche los Gators  (1988)
- Poesía, una historia de locos (1989)
- Materais de lectura (1989)
- Propios como ajenos (1989 ; 1991 ; 2007)
- Drácula de Bram Stoker y otros poemas (1991)
- Las inmensas preguntas celestes (1992) ; traduit en français sous le titre Les Grandes Questions célestes (traduction Emmanuel Hocquard en collaboration avec Raquel)
- Poesía réunida (1996)
- Postales Para Lima (1991)
- Poesía (3 volumes) (2001)
- Comentarios recalés (2003)
- Como un carbón prendido entre la niebla (2007)
- Un Crucero a las Islas Galápagos (2005 ; 2007)
- A cada quien su animal (2008)
- El caballo sin libertador (2009)

### Principales œuvres en prose
- El arte de envolver pescado (1990)
- El libro del buen salvateur  (1995 ; 1997)
- El diente del Parnaso (manjares y menjunjes del letrado peruano) (2000)
- Ciudades en el tiempo (crónicas de viage) (2001)
- Cuentos idiotas (para chicos con buenas notas) (2002)
- Los viajes del buen salvaje (crónicas) (2008)

## Récompenses
- Prix national de poésie du Pérou, 1965.
- Prix Casa de las Américas en 1968.
- Prix Rubén Darío en 1980.
- Prix interaméricain de la culture Gabriela Mistral[2] en 2000.
- Ordre du Mérite culturel de Hongrie en 1990.
- Prix ibéro-américain de littérature José Donoso, Santiago du Chili, en 2004.
- Chevalier des Arts et des Lettres de France, en 2004.
- Prix des poètes du monde latin Víctor Sandoval, Aguascalientes, Mexique, en 2009.
- Prix ibéro-américain de poésie Pablo Neruda, Chili, en 2010.